# Maxanapis tenterfield
Espèce
Maxanapis tenterfield est une espèce d'araignées aranéomorphes de la famille des Anapidae.

## Distribution
Cette espèce est endémique d'Australie. Elle se rencontre dans le Nord-Est de la Nouvelle-Galles du Sud et le Sud-Est du Queensland.

## Description
Le mâle holotype mesure 1,61 mm et la femelle paratype 1,63 mm.

## Étymologie
Son nom d'espèce lui a été donné en référence au lieu de sa découverte, Tenterfield.

## Publication originale
- Platnick & Forster, 1989 : A revision of the temperate South American and Australasian spiders of the family Anapidae (Araneae, Araneoidea). Bulletin of the American Museum of Natural History, no 190, p. 1-139 (texte intégral).